# Лобеке (національний парк)
Національний парк Лобеке (альтернатива: Національний парк озера Лобаке ) — національний парк на південному сході Камеруну в окрузі Молунду Східної провінції. Розташований в басейні Конго, на правому березірічки Сангха, яка служить міжнародним кордоном Камеруну з Центральноафриканською Республікою та Республікою Конго. Він примикає до двох інших заповідників у ЦАР і Конго. На північному заході від Лобеке розташований національний парк Бумба Бек, ще один національний парк у східній провінції Камеруну.
На міжнародній конференції міністрів лісів Центральноафриканської лісової комісії (COMIFAC), в якій узяли участь камерун, ЦАР та Республіка Конго, було вирішено створити в басейні Конго Тринаціональну охоронювану територію річки Сангха (STN), яка охоплює спеціальний заповідник Дзанга Сангха в Центральноафриканській Республіці, національний парк Нуабале-Ндокі в Республіці Конго ( Браззавіль ) і національний парк Лобеке в Камеруні.

## Історія
Вже в 1991 році WWF провів біологічну оцінку території та рекомендував захистити територію Лобеке, рекомендувавши розширити невикористані 40 000 гектарів до 400 000 гектарів. У жовтні 1999 року було оголошено заснування національного парку. У тому ж році було підписано так звану Декларацію Яунде, яка сформувала угоду про співпрацю трьох національних парків. Зоною з трьох парків під назвою Sangha Trinational керує Центральноафриканська лісова комісія (COMIFAC), а фінансують її міжнародні групи дикої природи, такі як Всесвітній фонд дикої природи, Німецьке товариство технічної співпраці (GTZ) і Wildlife. Товариство охорони природи (WCS).  У 2012 році вся тринаціональна територія Сангха (включаючи національний парк Лобеке) стала об’єктом Всесвітньої спадщини.

## Географія

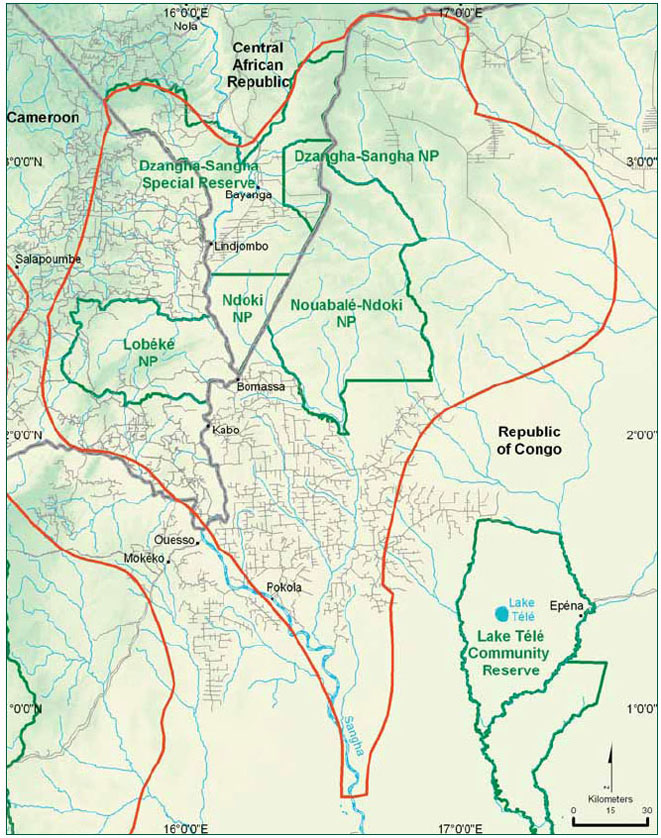
Національний ландшафт Сангха Три.

Національний парк Лобеке належить до району Молунду, який був описаний як «один з найбагатших каучукових районів Африки», і німці заснували тут завод з виробництва каучуку.  На території парку розташовано більше дванадцяти природних саван, які характеризуються як солоні болота. На Сангха також є піщані коси. В середньому за рік випадає 1400 опадів мм, причому сухий сезон триває з грудня по лютий. Великі лісові галявини, або баї, мають ґрунти, багаті різними мінералами, які приваблюють мегафауну лісу. Лобеке є домом для багатьох різних етнічних груп, включаючи бака, банту та бангандо .

## Флора і фауна
Лобеке — це переважно напіввічнозелений ліс, більшу частину якого ніколи не вирубували. Ліс характеризується величезною різноманітністю рослин. Домінуючі види включають Malvaceae ( Triplochiton scleroxylon, Pterygota, Ceiba pentandra ) і Terminalia superba. Підлісок складається з заростей Marantaceae - Zingiberaceae, або Ebenaceae і Annonaceae. Біля струмків є скупчення Gilbertiodendron dewevrei. Зарості пальм і осокові болота облямовують савани. У Лобеке росте понад 300 видів дерев. 

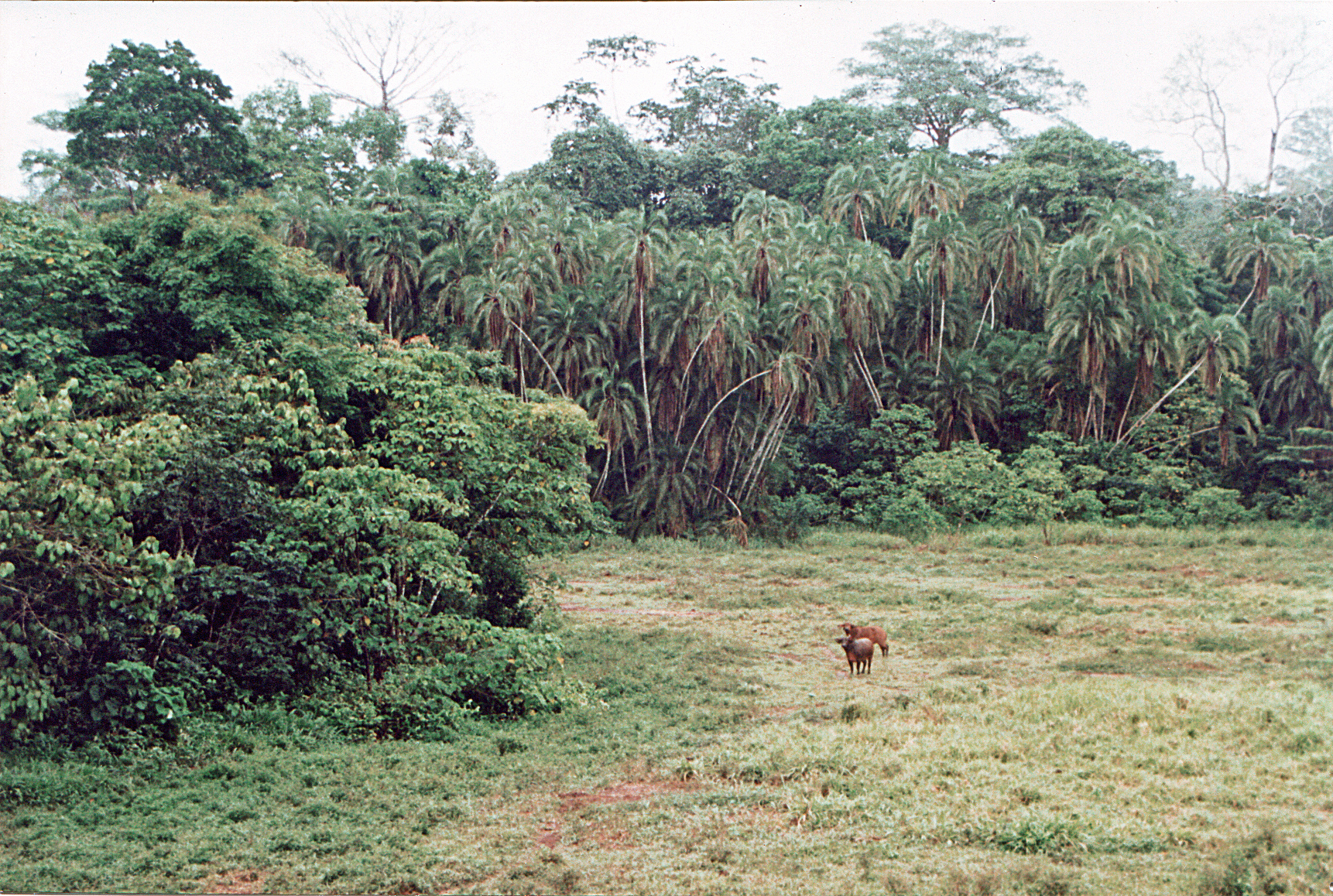
Буйвол в межах парку

Серед африканських лісових слонів і західних рівнинних горил одна з найвищих у всій Африці густота мешкає в Лобеке. Серед інших тварин — шимпанзе, леопарди, а також десять видів лісових копитних.  Окрім ссавців, фауністичний опис включає 215 видів метеликів, 134 види риб, 18 видів рептилій, 16 видів земноводних.
Національний парк Лобеке є важливою орнітологічно територією (#CM033). Тут зареєстровано понад триста видів птахів. У парку можна зустріти африканського зеленого голуба, птаха носорога, жовтогорлу зозулю, піщану сову та зимородка з шоколадною спиною.Це важлива територія для чагарникової очеретянки річки Джа.

## Екологічні проблеми
Викликає занепокоєння вирубка деревини та сафарі-полювання, а також браконьєрство задля м’яса диких тварин, екзотичних тварин і слонової кістки. Незаконний вилов птахів є серйозною проблемою, і щороку тисячі африканських сірих папуг виловлюються та незаконно експортуються. Навіть у 1997 році, коли уряд наклав заборону на експорт птахів, багато птахів усе ще виловлювали та продавали нелегально для традиційної медицини та з інших причин. Місцеве населення, яке зростає, залежить від місцевих ресурсів.